# Epimelitta debilis
Epimelitta debilis är en skalbaggsart som först beskrevs av Pierre Émile Gounelle 1911.  Epimelitta debilis ingår i släktet Epimelitta och familjen långhorningar. Inga underarter finns listade i Catalogue of Life.